# Atal III.
Atal III. Filometor Eurget (na grčkom Attalos III Philometor Euergetes) (oko 170. pr. Kr. – 133. pr. Kr.) bio je posljednji atalidski kralj Pergama, koji je vladao od 138. pr. Kr. do 133. pr. Kr. Bio je sin kralja Eumena II. i Stratonike, a naslijedio je svog strica Atala II.  Bio je oženjen za Bereniku, s kojom je dobio kći, udatu za Diotara, kralja Galatije. Atal, za koga antički izvori navode da je bio privržen majci, pokazao je prilično malo interesa za vođenje državnih poslova, i umjesto toga je sve svoje vrijeme posvetio proučavanju medicine, botanike i vrtlarstvu. "Philometor Euergetes" se grčkoga jezika bi se moglo prevesti kao "voli svoju majku, dobročinitelj". Smatran je čudakom, a bio je poznat po okrutnim postupcima prema podanicima. Pisao je djela iz područja poljodjelstva i prirodoslovlja, koja nisu sačuvana.
Kako nije imao muških nasljednika, u svojoj oporuci je kraljevstvo ostavio Rimskoj Republici. Atalova neobična odluka je imala političke posljedice na sam Rim, gdje je tribun Tiberije Grakho predložio da se pergamska kraljevska riznica isprazni i novac podijeli siromašnim Rimljanima, a čemu su se suprotstavili konzervativni senatori. Nekoliko godina kasnije, Pergamljanin Aristonik, koji je tvrdio da je Atalov brata, digao je kratkotrajni ustanak nižih staleža protiv rimske vlasti nastojeći obnoviti pergamsku samostalnost. Pobuna je ugušena 129. g. pr. Kr., a Pergam je podijeljen između Rima, Ponta i Kapadocije.